# Urbanek-Eisfall
Der Urbanek-Eisfall ist ein 1 km langer Gletscherbruch auf King George Island im Archipel der Südlichen Shetlandinseln. Am Nordufer des Ezcurra-Fjords liegt er zwischen dem Polar Committee Icefall im Nordosten und dem Ladies Icefall im Südwesten.
Das UK Antarctic Place-Names Committee benannte ihn 2016. Namensgeber ist der polnische Paläontologe Adam Urbanek (1928–2014), vormalig Präsident des polarwissenschaftlichen Komitees der Akademie der Wissenschaften in Warschau.